# Pont des Invalides
Pont des Invalides (česky Most invalidů) je silniční most přes řeku Seinu v Paříži. Spojuje 8. obvod na pravém břehu a 7. obvod na levém. Most byl pojmenován podle nedaleké pařížské Invalidovny stojící na levém břehu.

## Historie
Historie mostu začala v roce 1821, kdy inženýr Claude Navier navrhl technicky revoluční most naproti Invalidovně (dnes se zde nachází Pont Alexandre III). Výstavba visutého mostu začala v roce 1824. Technické obtíže však nedovolily stavbu dokončit a ta musela být proto zbořena. Projekt byl pozměněn a visutý most se dvěma pilíři byl postaven o něco dále po proudu. Dokončen byl v roce 1829, ovšem od roku 1850 musel být provoz na mostě z technických důvodů omezen. V roce 1854 byl zbořen kvůli světové výstavě, která se konala v roce 1855. Stavba nového zděného mostu byla dokončena v roce 1856. V roce 1878 došlo k poklesu mostu o 25–30 cm a v zimě 1880 ztratil most dva oblouky. Oprava proběhla ještě téhož roku. Kvůli světové výstavě v roce 1900 byla k mostu na straně po proudu dočasně umístěna lávka. V roce 1956 byly na mostu rozšířeny chodníky.

## Architektura
Architekti Paul-Martin Gallocher de Lagalisserie a Jules Savarin využili při stavbě dva původní boční pilíře, ke kterým přidali ještě třetí centrální. Most je zděný o čtyřech obloucích, jeho celková délka činí 152 metrů a šířka 18 metrů (14 m vozovka a 2 m každý chodník).
Nový střední pilíř je vyzdoben dvěma alegorickými sousošími. Proti proudu se nachází Victoire terrestre (Pozemské vítězství) a po proudu Victoire maritime (Mořské vítězství). Původní pilíře jsou vyzdobeny kamennými replikami císařských zbraní.